# Messor ebeninus
Messor ebeninus es una especie de hormiga del género Messor, subfamilia Myrmicinae. 

## Distribución
Esta especie se encuentra en Irán, Líbano, Omán, Arabia Saudita, Siria y Emiratos Árabes Unidos.